# Martin Lorentzson
Martin Lorentzson (Östertälje, Suecia, 21 de julio de 1984) es un futbolista sueco que juega de defensa.

## Clubes
| Club                | País       | Año       |
| ------------------- | ---------- | --------- |
| IK Sleipner         | Suecia     | 2005-2007 |
| Assyriska FF        | Suecia     | 2007-2009 |
| AIK Solna           | Suecia     | 2010-2014 |
| Åtvidabergs FF      | Suecia     | 2015      |
| Coventry City F. C. | Inglaterra | 2015-2016 |
| Örebro SK           | Suecia     | 2016-2019 |